# Pippo Pattavina
Pippo Pattavina, pseudonimo di Giuseppe Pattavina (Lentini, 31 luglio 1938), è un attore italiano.
Recita sia in lingua italiana che in lingua siciliana. 

## Biografia
Attore molto conosciuto nel panorama teatrale siciliano, deve la notorietà, dopo una lunga gavetta di cantante, attore e intrattenitore, al successo dello spettacolo L'isola dei pupi, scritto da Turi Ferro e interpretato insieme alla compagnia del Teatro Stabile di Catania. 
In seguito ha lavorato, tra gli altri, con Giorgio Albertazzi nel Riccardo III e con Anna Proclemer in Come prima, meglio di prima.  
È altresì molto conosciuto per l'esperienza di intrattenitore nella trasmissione di Antenna Sicilia Questo piccolo grande Amore, trasmessa tra la fine degli anni settanta e i primi anni ottanta, dove si è cimentato come cabarettista e barzellettiere ed anche ne La fiera del venerdì, in coppia con Mariella Lo Giudice. Ha condotto diverse edizioni del Festival della nuova canzone siciliana, tra gli anni ottanta e novanta.
Ha fatto spesso coppia con Tuccio Musumeci, tra le tante volte va citato il celebre Pipino il Breve, targato 1978 e replicato con successo ancora oggi, e lo spettacolo Il comico e la spalla, scritto e diretto da Vincenzo Cerami e musicato da Nicola Piovani.
Nel 2011 è Arpagone nell'Avaro di Molière, per la regia di Angelo Tosto.
Nel 2016 è Angelo Baldovino nella commedia Il piacere dell'onestà di Luigi Pirandello, per la regia di Antonio Calenda.
Interpreta l'anziano preside Burgio in alcuni episodi della serie televisiva Il commissario Montalbano, tratta dai romanzi di Andrea Camilleri.
Ha interpretato il ruolo del giudice Pietro Scaglione nella fiction Boris Giuliano - Un poliziotto a Palermo, andata in onda il 23 e 24 maggio 2016.
Il 24 febbraio 2023 presso il Teatro Grandinetti di Lamezia Terme ha interpretato il romanzo Uno, nessuno e centomila di Luigi Pirandello, nel ruolo di Vitangelo Moscarda.